# Генриетта Клевская
Анриетта или Генриетта Клевская (фр. Henriette de Clèves; 31 октября 1542, Ла-Шапель-д’Анжийон — 24 июня 1601, Париж) — французская аристократка, старшая дочь первого герцога Неверского, наследница Невера и Ретеля, двоюродная сестра Генриха Наваррского, близкая подруга его жены Маргариты. Её младшими сёстрами были Екатерина (жена герцога Гиза) и Мария (жена принца Конде). Генриетта Клевская стала персонажем романа Александра Дюма «Королева Марго» и одноимённой пьесы.

## Биография
Генриетта получила имя своего крёстного, будущего короля Генриха II. Безвременная кончина её двух молодых братьев оставила 22-летнюю Генриетту собственницей огромных земельных наделов, впрочем, отягощённых изрядными долгами. Она считалась самой завидной невестой королевства. Екатерина Медичи подобрала ей в мужья троюродного брата — благородного, рыцарственного, но безземельного итальянца Лодовико Гонзага, с которым сочеталась браком в 1565 году.
Широкой публике Генриетта известна как персонаж романа Александра Дюма «Королева Марго», одноимённой пьесы и ряда экранизаций. Современники считали её любовницей итальянца Аннибала де Коконнаса, который был казнён вместе с де ла Молем по обвинению в причастности к «делу недовольных». Как гласит предание, Маргарита де Валуа и Генриетта ночью сняли вывешенные для всеобщего обозрения головы возлюбленных и похоронили их по католическому обряду.
У Генриетты и Лодовико было пятеро детей, из которых оставили потомство только двое — Карл I Гонзага (будущий герцог Мантуи) и Екатерина Неверская (мать Генриха II де Лонгвиля). Генриетта на 6 лет пережила своего мужа и была погребена в Неверском соборе.

## В кино
Во французской экранизации романа Дюма (1994) Анриетту сыграла Доминик Блан, в российском телесериале — Вера Сотникова.